# Smicridea columbiana
Smicridea columbiana är en nattsländeart som först beskrevs av Georg Ulmer 1905.  Smicridea columbiana ingår i släktet Smicridea och familjen ryssjenattsländor. Inga underarter finns listade i Catalogue of Life.